# شاماي ليبويتز
شاماي ليبويتز (بالعبرية: שמאי ליבוביץ‏) محامي ومدون أمريكي أدين بتسريب معلومات سرية من مكتب التحقيقات الفيدرالي إلى مدون آخر.
في 17 ديسمبر 2009 اعترف بأنه مذنب في الإفصاح عن قصد وعن عمد عن خمس وثائق من مكتب التحقيقات الفيدرالي على مستوى سري في أبريل 2009 إلى مدون، قام بعد ذلك بنشر معلومات مستمدة من تلك الوثائق على المدونة. تم الحكم عليه في 24 مايو 2010 بالسجن لمدة 20 شهرًا.